# فرشاد قاسمي
فرشاد قاسمي (بالفارسية: فرشاد قاسمی) هو لاعب كرة قدم إيراني في مركز الدفاع، ولد في 11 مارس 1993 في طهران في إيران. شارك مع منتخب إيران تحت 20 سنة لكرة القدم ومنتخب إيران تحت 23 سنة لكرة القدم. أما مع النوادي، فقد لعب مع نادي برسبوليس ونادي سايبا.